# Gabriel z Szadka
Gabriel z Szadka (XVI w., ur. w Szadku) – uczony związany z Akademią Krakowską.
Studiował w Krakowie (od 1556 roku) i we Włoszech. Był wykładowcą na Akademii Krakowskiej. Pochowany w krakowskiej dominikańskiej bazylice Św. Trójcy. Autorem upamiętniającego go nagrobka był Jan Michałowicz z Urzędowa.